# アブハッサン・ハシミ
アブハッサン・ハシミ（アラビア語：أبو الحسن الهاشمي القرشي, 転写：Abū al-Ḥasan al-Hāshīmī al-Qurashī, アブー・アル＝ハサン・アル＝ハーシミー・アル＝クラシー）（1980年1月31日 - 2022年10月15日）は、イスラム国のテロリスト。フルネームやカタカナ表記については各種報道機関によってまちまちである。

## 経歴
IS第3代カリフ。しかし2022年5月26日、アブハッサン・ハシミがイスタンブールで逮捕されたと報じられた。その後2022年9月16日に、IS指導部スポークスマンはこれがIS第3代カリフの逮捕であることを否定していた。
2022年11月30日、ISは「神の敵との戦闘」で死亡したと音声で発表した。IS指導部スポークスマン公式により、イスラム国 （ISIL）第4代カリフはアブ・フセイン・フセイニ（アラビア語発音：アブー・アル＝フセイン・アル＝フセイニー・アル＝クラシー、英字表記例：Abu al-Hussein al-Husseini al-Qurashi）にすると発表された。同日、アメリカ中央軍は、ハシミが10月中旬にシリア南部ダルアー県で行われた反体制派「自由シリア軍」の作戦で死亡したと発表した。